# 쌀빵

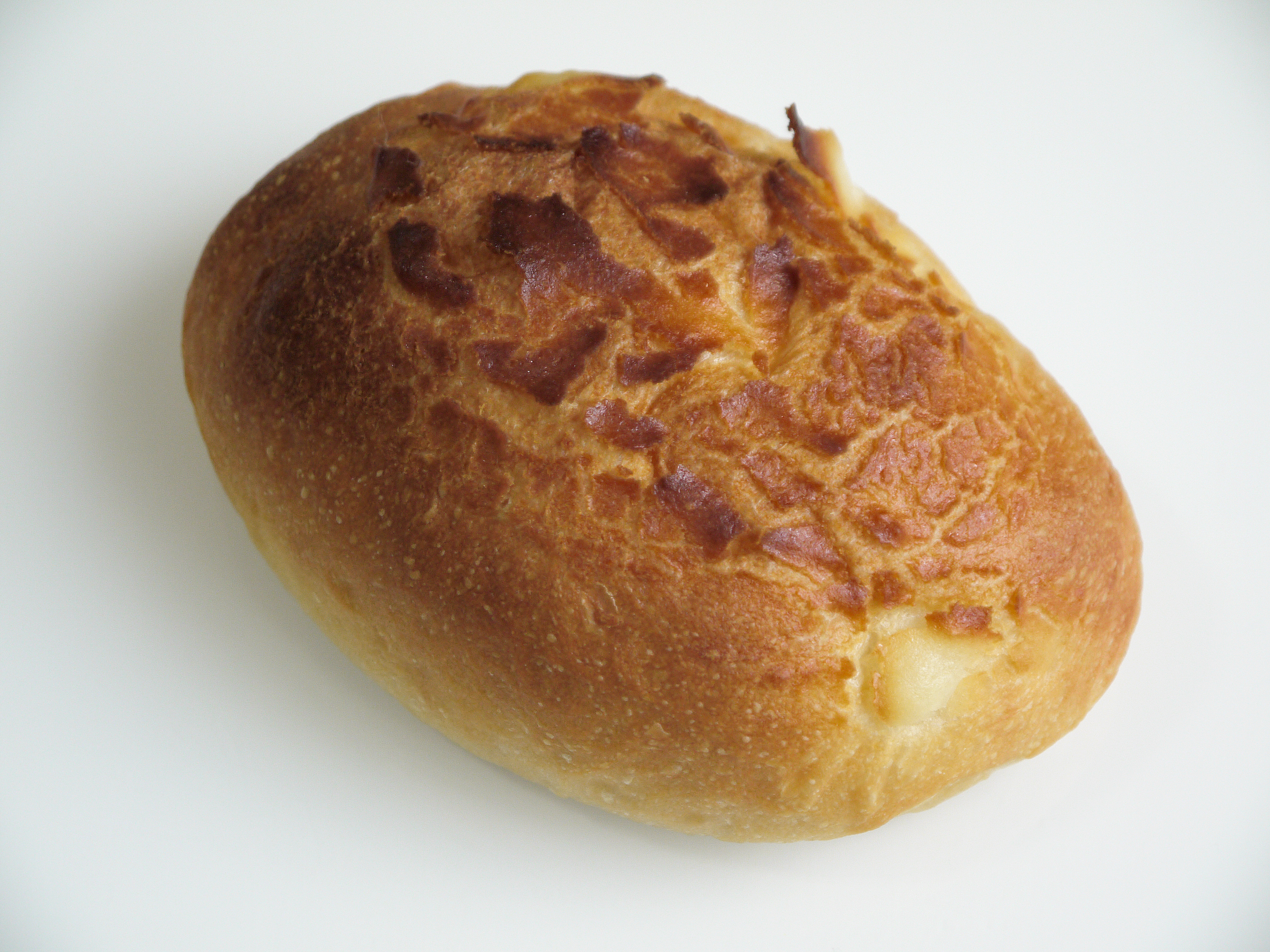
쌀빵

쌀빵(영어: rice bread)은 밀가루 대신 쌀가루를 사용한 빵이다. 쌀에는 글루텐이 전혀 없으므로 쌀로만 만든 빵은 실리악 스프루 등 글루텐에 알레르기가 있는 사람도 먹을 수 있다. 하지만 글루텐 없이는 반죽하기가 어려워서 대부분 글루텐을 섞거나 밀가루를 섞어서 만든다.
2010년 대한민국 농촌진흥청에서는 글루텐 첨가 없이 빵을 빚을 수 있는 맞춤형 쌀 품종을 개발하였으며, 그해 6월에는 충청남도와 공주대학교에서 글루텐 대체 물질을 첨가한 글루텐 무첨가 쌀빵을 개발했다.

## 같이 보기
- 쌀
- 빵